# حزب الشراكة والإنقاذ
حزب الشراكة والإنقاذ هو حزب سياسي وسطي تأسس في أواخر عام 2017 في الأردن. وانشق أعضاؤه عن جبهة العمل الإسلامي التابعة للإخوان المسلمين.

## روابط خارجية
- صفحة الفيسبوك
- موقع حزب الشراكة والإنقاذ